# Ctenopoma togoensis
Тоголезька ктенопома (Ctenopoma togoensis) — тропічний прісноводний вид лабіринтових риб з родини анабасових (Anabantidae).
Відома лише за одним зразком (голотип), до того ж сильно вицвілим. Часто назва Ctenopoma togoensis вважається синонімом Ctenopoma kingsleyae або Ctenopoma petherici. Останньому вона більше відповідає на підставі району походження та меристичних даних.

## Опис
Максимальна загальна довжина: 12,0 см.
Меристичні дані для голотипу: в спинному плавці 17 твердих і 10 м'яких променів, в анальному 8 твердих і 11 м'яких.

## Поширення
Тоголезька ктенопома відома лише з типової місцевості Кете-Крачі (англ. Kete Krachi, колишнє нім. Kete Kratschi), розташованої в басейні річки Вольта в Гані (територія колишньої німецької колонії Тоголанд), Західна Африка.